# Episodi di High School Musical: The Musical - La serie (seconda stagione)
La seconda stagione della serie televisiva High School Musical: The Musical - La serie, composta da 12 episodi, viene trasmessa sulla piattaforma Disney+ dal 14 maggio al 30 luglio 2021.
| n° | Titolo originale   | Titolo italiano                         | Pubblicazione  |
| -- | ------------------ | --------------------------------------- | -------------- |
| 1  | New Year's Eve     | Vigilia di Capodanno                    | 14 maggio 2021 |
| 2  | Typecasting        | L'assegnazione dei ruoli                | 21 maggio 2021 |
| 3  | Valentine's Day    | San Valentino                           | 28 maggio 2021 |
| 4  | The Storm          | Una improvvisa nevicata                 | 4 giugno 2021  |
| 5  | The Quinceañero    | Il Quinceañero                          | 11 giugno 2021 |
| 6  | Yes, And...        | "Yes, And", tecniche di improvvisazione | 18 giugno 2021 |
| 7  | The Field Trip     | Visita agli avversari                   | 25 giugno 2021 |
| 8  | Most Likely To     | La giornata dell'orientamento           | 2 luglio 2021  |
| 9  | Spring Break       | Vacanze di primavera                    | 9 luglio 2021  |
| 10 | The Transformation | La trasformazione                       | 16 luglio 2021 |
| 11 | Showtime           | In scena                                | 23 luglio 2021 |
| 12 | Second Chances     | Una seconda occasione                   | 30 luglio 2021 |

## Vigilia di Capodanno
- Titolo originale: New Year's Eve
- Diretto da: Kimberly McCullough
- Scritto da: Tim Federle

### Trama
Gli studenti di teatro della East High festeggiano l'inizio delle vacanze con una performance di "Something in the Air". La signorina Jenn sovrintende alla ricostruzione del palcoscenico del teatro scolastico mentre pianifica la loro prossima produzione; High School Musical 2. Incontra il suo fidanzato del liceo ed ex rivale di teatro Zack, che è tornato alla scuola rivale North High per guidare gli student di teatro della scuola nella loro produzione de La Sirenetta, nella speranza di vincere l'Alan Menken Award per le produzioni teatrali delle scuole superiori. Intimidita, la signorina Jenn decide di spostare la produzione della East High su La bella e la bestia per competere contro il suo rivale. Durante una festa di Capodanno a casa di Ashlyn, annuncia la scelta per il musical primaverile e rivela che ha iscritto il gruppo alla competizione. Dopo aver nascosto a Ricky la notizia della sua accettazione alla scuola di arti dello spettacolo, Nini gli rivela improvvisamente alla festa che si trasferirà a Denver.

## L'assegnazione dei ruoli
- Titolo originale: Typecasting
- Diretto da: Kimberly McCullough
- Scritto da: Ann Kim

### Trama
Gli studenti di teatro si preparano all'audizione per il nuovo musical, usando la canzone Belle. Ricky è riluttante a partecipare alla produzione a causa dell'improvvisa partenza di Nini, ma la signorina Jenn riconosce il suo impegno e gli conferisce il ruolo principale della Bestia. Ashlyn è sorpresa di scoprire di aver vinto il ruolo di Belle. Due settimane dopo la sua partenza, Nini inizia a sentirsi isolata alla scuola di arti dello spettacolo di Denver. Cerca di ravvivare una scena di recitazione classica con un linguaggio contemporaneo, ma i suoi insegnanti non sono impressionati e le dicono di seguire le rigide linee guida della scuola. Alla East High, la nuova studentessa Lilly cerca di fare amicizia con il cast, ma la signorina Jenn rifiuta di offrire a Lilly un ruolo nello spettacolo, il che la porta a prendere contatto con la scuola rivale, la North High.

## San Valentino
- Titolo originale: Valentine's Day
- Diretto da: Paul Hoen
- Scritto da: Zach Dodes

### Trama
Nini si reca brevemente a Salt Lake per fare una sorpresa a Ricky per il giorno di San Valentino, ignara che il ragazzo è andato a Denver per farle una sorpresa. In seguito ritorna a casa e i due rimangono in contatto tramite telefonate; tuttavia, non riescono a trovare un momento per vedersi di persona. Gina sente la mancanza del tradizionale regalo di San Valentino della madre assente e trova conforto nel parlare con Ricky. Kourtney inizia a lavorare come vicedirettore della pizzeria di famiglia di Big Red e fatica a guadagnare il rispetto dell'impiegato di lunga data Howie. Iniziano le prove per La Bella e la Bestia e Ashlyn teme di non corrispondere all'aspetto consolidato di Belle, mentre Lily rivela alla signorina Jenn che si trasferirà alla North High per partecipare al loro musical.

## Una improvvisa nevicata
- Titolo originale: The Storm
- Diretto da: Paul Hoen
- Scritto da: Ritza Bloom

### Trama
Gli studenti sono bloccati alla East High a causa di una forte tempesta, che provoca un'interruzione di corrente alla scuola. Intanto, le prove continuano e Carlos e Gina discutono su chi può coreografare meglio "Be Our Guest", ma alla fine raggiungono un compromesso. Nini torna alla East High per dire addio al club di recitazione e scopre che E.J. è stato rifiutato dall'Università Duke. Il signor Mazzara conforta E.J. raccontando di come è stato rifiutato dalla CalTech. La signorina Jenn si offre di accompagnare Nini alla fermata dell'autobus, ma le due rimangono bloccate nella neve a causa della tempesta. Nini confessa alla signorina Jenn che alla scuola di arti dello spettacolo si sente soffocata e insoddisfatta. Lei la rassicura, dicendole che i sogni possono cambiare, come quando ha rinunciato al suo sogno di esibirsi a Broadway per insegnare. Nini saluta Ricky alla fermata dell'autobus e pensa se ripartire e più tardi la signorina Jenn è piacevolmente sorpresa nello scoprire che Nini non è salita sull'autobus e che tornerà definitivamente alla East High.

## Il Quinceañero
- Titolo originale: The Quinceañero
- Diretto da: Kimberly McCullough
- Scritto da: Emilia Serrano

### Trama
Per festeggiare il sedicesimo compleanno di Carlos, gli studenti di recitazione preparano a sorpresa il quinceañero che non ha mai avuto. Il padre di Ricky, Mike, accetta di fare da chaperon alla festa insieme alla signorina Jenn, e il suo affetto per lei si intensifica. Ciò porta a una chiacchierata imbarazzante con il signor Mazzara, anche lui presente alla festa, che inizia ad interessarsi alla signorina Jenn. Il signor Mazzara affianca E.J. mentre i due gestiscono le attrezzature audiovisive della serata, mentre Seb canta The Climb per Carlos. Successivamente, Gina chiama sua madre per dire che è pronta per tornare a casa, mentre E.J. capisce di essere attratto da Gina. Nini, intanto, è tornata alla East High e rimane a guardare mentre il resto del cast prova per lo spettacolo. Ricky tenta di convincere la signorina Jenn a darle un ruolo nel musical, anche se Nini spera di continuare i suoi sogni di scrivere canzoni per portare avanti la sua carriera. Tuttavia, quando la North High decide improvvisamente di mettere in atto la produzione di La Bella e la Bestia per alimentare la rivalità, la professoressa consente a Nini di tornare sul palco.

## "Yes, And", tecniche di improvvisazione
- Titolo originale: Yes, And...
- Diretto da: Kimberly McCullough
- Scritto da: Ilana Wolpert

### Trama
Dopo che la North High pubblica un video online per pubblicizzare il loro spettacolo, la signorina  Jenn guida il suo cast in un fine settimana di attività di improvvisazione per stimolare il legame della squadra e lo studio del personaggio. In oltre, crea un nuovo ruolo per Nini per permetterle di partecipare allo spettacolo, una versione personificata della rosa incantata; Nini scrive "The Rose Song" per l'esibizione della East High. Carlos filma Nini mentre canta la canzone per postarla online a sua insaputa. Nini aiuta Kourtney a trovare la sicurezza per ammettere i suoi sentimenti per il collega Howie. Ricky inizia a credere che la sua relazione con Nini si sta disintegrando e che le cose intorno a lui stanno cambiando troppo ed è infastidito per il primo appuntamento di suo padre con la signorina Jenn, che alla fine si trova a terminare la relazione. Gina decide di rimanere alla East High. Viene rivelato che alla fine del musical dello scorso semestre, la ragazza aveva ammesso i suoi veri sentimenti a Ricky. Ora, sentendosi confusa, inizia a mettere in discussione i suoi legami sia con Ricky che con E.J.